# Les Anges de New York
Les Anges de New York  (titre original : Saints of New York) est un roman policier de l'écrivain britannique Roger Jon Ellory publié en 2010.

## Résumé
Juste après avoir perdu son partenaire et faisant l'objet d'une enquête interne, Frank Parish, policier new-yorkais  part à la recherche d'un tueur en série.

## Éditions en français
Édition imprimée
- R. J. Ellory (trad. de l'anglais par Fabrice Pointeau), Les Anges de New York [« Saints of New York »], Paris, Sonatine Éditions, 15 mars 2012, 553 p. (ISBN 978-2-35584-110-1, BNF 42566599)

Livre audio
- R. J. Ellory (trad. Fabrice Pointeau), Les Anges de New York [« Saints of New York »], Paris, Audiolib, 6 juin 2012 (ISBN 978-2-35641-487-8, BNF 42678341, présentation en ligne)Narrateur : Hervé Bernard Omnes ; support : 2 disques compacts audio MP3 ; durée : 15 h 14 min environ ; référence éditeur : Audiolib 25 0560 0.